# Sanatorio y Dispensario de la Alfaguara
El Sanatorio y Dispensario de la Alfaguara fue un pequeño hospital local destinado al cuidado de enfermos de tuberculosis que estuvo en funcionamiento entre 1923 y 1940 en el municipio español de Alfacar, provincia de Granada.

## Introducción
El Sanatorio y Dispensario de la Alfaguara (conocido popularmente como el Hospital de la Alfaguara o de Berta) fue un sanatorio y preventorio destinado al cuidado de enfermos de tuberculosis promovido por la empresaria y filántropa Berta Wilhelmi en Granada que se mantuvo en funcionamiento entre 1923 y 1940 en el término de Alfacar, cerca de la ciudad de Granada.

## Funcionamiento
Se mantuvo en funcionamiento entre mayo de 1923, fecha de su inauguración, y fue progresivamente abandonándose durante la Guerra Civil Española (el sanatorio se encuentra cercano a la zona de trincheras y los fortines de los Toriles, en el frente del río Bermejo, próximo al pueblo de Cogollos), siendo finalmente abandonado durante la postguerra.
Tras décadas de abandono, las ruinas que quedaban han sido protegidas y puestas en valor durante 2021 como parte del programa de conservación forestal del Parque Natural de la Sierra de Huétor.

## Contexto
El sanatorio se localiza en la sierra de la Alfaguara, rodeado de bosque mediterráneo y pinares, a 1.480 metros de altitud y alejado de zonas urbanizadas para garantizar una buena ventilación y aire puro.

## Historia
La colaboración entre Berta Wilhelmi, empresaria y filántropa de origen alemán afincada en Granada desde 1870, junto a los doctores Blasco Reta y Alejandro Otero, cuya colaboración desde 1919 en un sanatorio anterior situado la propia casa de Berta Wilhelmi en El Purche (término municipal de Monachil), a las faldas de Sierra Nevada (1.500 metros de altitud), cristalizó posteriormente en un proyecto filantrópico más ambicioso que respondiese a la escasa infraestructura sanitaria de la época y la elevada incidencia de la tuberculosis en la región, tal y como se indicó en las actas de la II Asamblea antituberculosa médicosocial celebrada en Madrid entre el 15 y el 18 de junio de 1931.
La creación del Patronato Antituberculoso de la Alfaguara permitió canalizar los recursos económicos y sanitarios con los que se inició la promoción, construcción y puesta en funcionamiento del sanatorio bajo la dirección técnica de Helene Bickman Alterhoff .
La naturaleza filantrópica del sanatorio se refleja en que la mayoría de los pacientes no pagaban por su estancia, mientras que los pacientes de pago tenían que abonar tres pesetas por su estancia en régimen de media pensión.
Aprovechando el conocimiento en proyectos educativos de Berta Wilhelmi, en 1924, el Patronato crea un preventorio al aire libre para albergar niños, con capacidad para veinticuatro niños (doce niños y doce niñas) que continuará funcionando los dos años siguientes, dando lugar a la inauguración del pabellón infantil "Luis Dávila" (nombre del hijo de Berta Wilhelmi que acababa de fallecer), con diez camas de capacidad, en 1926.
Las ruinas del sanatorio han sido citadas en la literatura local y provincial vinculadas a fenómenos paranormales (ver bibliografía). 

## Descripción
(información sobre las distintas partes de las que se compone, sus características, cronología, usos, etc.)
Exterior
Desde su puesta en funcionamiento en 1923, el sanatorio contaba con un único pabellón de dos plantas construido en altura. La modalidad estructural fue el muro de carga con forjados en bovedilla, Siendo el material empleado e ladrillo macizo visto.
Interior
El pabellón tenía una capacidad inicial de hasta veinticuatro pacientes, con doce plazas destinadas a uso femenino y doce para uso masculino. La capacidad fue ampliada en 1924 con las nuevas instalaciones al aire libre el barracón del preventorio infantil, que duplicó la capacidad del sanatorio hasta las 48 camas, añadiendo veinticuatro nuevas plazas, doce para niños y doce para niñas. La última ampliación se produjo el 16 de mayo de 1926, al final la construcción del nuevo pabellón infantil "Luis Dávila", que ampliaba la capacidad de 48 a 58 camas de capacidad máxima definitiva.
Las dotaciones médicas del sanatorio consistían en salas de consultas, salas para curas, un quirófano de cirugía general y servicio de otorrinolaringología. 
Los servicios a los pacientes eran de calefacción, agua corriente, cuarto de baño, terraza, galería de reposo y cocina. Destacar que a raíz de la naturaleza antropomórfica del sanatorio, el mobiliario provino de una donación de la reina Victoria Eugenia, presidenta de la Cruz Roja de Damas.